# Сінгапур на літніх Олімпійських іграх 1968
На XIX літніх Олімпійських іграх, що проходили у Мехіко у 1968 році, Сінгапур був представлений 4 спортсменами у трьох видах спорту — легка атлетика, стрільба та важка атлетика.
Сінгапур вп'яте за свою історію взяв участь у літніх Олімпійських іграх. Країна не завоювала жодної медалі.

## Важка атлетика
| Спортсмен    | Дисципліна | Прес (кг) | Ривок (кг) | Поштовх (кг) | Разом (кг) | Місце        |
| ------------ | ---------- | --------- | ---------- | ------------ | ---------- | ------------ |
| Чуа Фунг Кім | до 56 кг   | —         | —          | —            | —          | не фінішував |
| Тун Чіе Хонг | до 56 кг   | 92,5      | 87,5       | 122,5        | 302,5      | 12           |

## Легка атлетика
|          | Спортсмен           | Дисципліна | Раунд                 | Результат | Місце | Загальне місце |
| -------- | ------------------- | ---------- | --------------------- | --------- | ----- | -------------- |
| Чоловіки | Кунагасабай Куналан | 100 м      | кваліфікаційний раунд | 10,47 с   | 3     | 27             |
| Чоловіки | Кунагасабай Куналан | 100 м      | чвертьфінал           | 10,38 с   | 7     | 22             |
| Чоловіки | Кунагасабай Куналан | 200 м      | кваліфікаційний раунд | 21,39 с   | 7     | 36             |

## Стрільба
| Спортсмен   | Дисципліна     | Фінал | Фінал |
| Спортсмен   | Дисципліна     | Бали  | Місце |
| ----------- | -------------- | ----- | ----- |
| Ло Кок Хенг | пістолет, 25 м | 566   | 46    |
| Ло Кок Хенг | пістолет, 50 м | 499   | 66    |